# First American Regiment
 First American Regiment  utgjorde ensamt 1784-1789, och tillsammans med en artilleribataljon 1789-1792, Förenta Staternas armé. Chef för regementet var överstelöjtnant Josiah Harmar. Dess huvuduppgift var att utkämpa det Nordvästra indiankriget. Regementet uppgick 1792 i Förenta Staternas Legion. Efterföljare är idag 3rd US Infantry Regiment.

## Tillkomst
När kontinentalarméns sista regemente lades ned 1784, skapade konfederationskongressen ett nytt regemente, First American Regiment, genom att Pennsylvania, New Jersey, New York  och Connecticut tillsammans ställde 700 man till Förenta Staternas förfogande. Regementet skulle bestå av 8 infanteri- och 2 artillerikompanier. Pennsylvania hade den största kvoten att fylla och ansågs därför berättigad att få regementets chefskap. Kongresspresidenten Thomas Mifflin, som var från Pennsylvania, rekommenderade sin tidigare adjutant Josiah Harmar som chef. I praktiken kom regementet inte att överstiga 450 soldater. Dess officerare tjänstgjorde med fullmakter från sina hemstater, då det inte fanns någon lagstiftning som tillät Förenta Staterna att utfärda officersfullmakter.

## Organisation
Efter den amerikanska konstitutionens tillkomst lagstiftade kongressen om regementets och artilleribataljonens organisation.
| Personal        | Artilleribataljonen | Infanteriregementet |
| --------------- | ------------------- | ------------------- |
| Överstelöjtnant | -                   | 1                   |
| Major           | 1                   | 2                   |
| Kapten          | 4                   | 8                   |
| Löjtnant        | 8                   | 8                   |
| Fänrik          | -                   | 8                   |
| Läkare          | -                   | 1                   |
| Fältskär        | 1                   | 4                   |
| Sergeant        | 16                  | 32                  |
| Korpral         | 16                  | 32                  |
| Spel            | 8                   | 16                  |
| Meniga          | 240                 | 480                 |

- Källa:[3]